# Dingenis de Wilde
Dingenis de Wilde (ur. 2 stycznia 1885 w Heinkenszand, zm. 17 marca 1947 w Goes) – holenderski strzelec, olimpijczyk.
Brał udział w Letnich Igrzyskach Olimpijskich 1924. Startował tylko w pistolecie szybkostrzelnym z 25 metrów, w którym zajął 34. miejsce.

## Wyniki olimpijskie
| Igrzyska | Konkurencja                   | Wynik      | Miejsce    | Źródło |
| -------- | ----------------------------- | ---------- | ---------- | ------ |
| IO 1924  | Pistolet szybkostrzelny, 25 m | 15 punktów | 34 (na 55) | [ 1 ]  |